# Marleen Van den Eynde
Marleen Van den Eynde (Deurne, 6 juli 1965 - Edegem, 25 juni 2018) was een Belgisch politica voor het Vlaams Blok en vervolgens het Vlaams Belang.

## Levensloop
Van den Eynde behaalde in 1984 in het hoger secundair onderwijs een diploma in de kinderverzorging. Ze werd beroepshalve kinderverpleegkunde en was nadien administratief medewerker op de personeelsdienst van de radicaal-rechtse partij Vlaams Blok.
Voor deze partij werd ze bij de lokale verkiezingen van oktober 1994 verkozen tot gemeenteraadslid van Kontich en oefende dit mandaat uit tot aan haar dood in juni 2018.
Bij de tweede rechtstreekse Vlaamse verkiezingen van 13 juni 1999 werd Marleen Van den Eynde verkozen in de kieskring Antwerpen.  Ook na de volgende Vlaamse verkiezingen van 13 juni 2004 en van 7 juni 2009 bleef ze Vlaams volksvertegenwoordiger tot mei 2014. Bij de verkiezingen van mei 2014 kwam ze niet meer op. Ze profileerde zich als Vlaams Parlementslid tot de leefmilieuspecialist van haar fractie en zetelde van 1999 tot 2004 in de commissie Leefmilieu, Natuurbehoud en Ruimtelijke Ordening en van 1999 tot 2001 in de Onderwijs, Vorming en Wetenschapsbeleid. In de legislatuur 2004-2009 was zij lid van de commissie Leefmilieu en Natuur, Landbouw, Visserij en Plattelandsbeleid en Ruimtelijke Ordening en Onroerend Erfgoed en van 2007 tot 2009 lid van de commissie Openbare Werken, Mobiliteit en Energie. Van 2009 tot 2014 maakte Van den Eynde deel uit van de commissies Mobiliteit en Openbare Werken en Leefmilieu, Natuur, Ruimtelijke Ordening en Onroerend Erfgoed.
Op 25 juni 2018 verloor ze de strijd tegen kanker en overleed ze op 52-jarige leeftijd in het Universitair Ziekenhuis Antwerpen te Edegem. De uitvaartplechtigheid vond plaats in aula Chrysant te Wilrijk.